# Puente Vojinovića
El Puente Vojinovića (en albanés: Ura e Vojnoviçit; en serbio: Војиновића мост) se encuentra en Vučitrn, Kosovo. Data de finales del 14 o principios del 15, y, según la leyenda popular, fue construido por los hermanos Vojinović, mencionados en la poesía épica serbia como sobrinos del Zar Dušan (Rey 1331-1346, Zar 1346-1355). Sobre el pasaba la ruta comercial entre Dubrovnik y Skopje y partes vecinas de la península de los Balcanes.
A pesar de la necesidad, no se llevaron a cabo obras de conservación en el puente, y en 1990 fue declarado como Monumento Cultural de excepcional importancia por la República de Serbia.